# アデレード・ブルー・ガム
アデレード・ブルー・ガム（Adelaide Blue Gum）は、オーストラリアサウスオーストラリア州ヴィクターハーバーに本社を置く林業の関連企業。複数の日本企業が出資して設立された。

## 設立の背景
日本の三菱製紙、北越製紙、イオン、中部電力、日本郵船、東京ガス、三菱商事が共同出資して2002年9月設立。事業目的は、オーストラリアアデレード郊外にユーカリの森林を造成し、収穫を繰り返すビジネスモデルであった。ユーカリは樹木の中でも成長量が大きい部類であり、10年程度で製紙用のチップとして利用できるため、年間1,000haずつ牧草地を買収して植林、収穫を行うサイクルを構築すれば、持続的な森林経営が可能となる公算であった。また、参画した企業にとっては高まりを見せつつあった地球温暖化問題を背景とした二酸化炭素排出量の削減努力のアピール、排出量取引ビジネスのノウハウの習得など副次的な目的も存在した。

## 頓挫
2003年より実際に用地買収が進められたが、国際的なBSE問題の余波によりオーストラリア産牛肉（オージー・ビーフ）の需要が高まり、増産体制が進められる中で牧草地の価格が高騰。早々に、アデレード・ブルー・ガム社の用地買収計画の多くは頓挫し、用地買収の進捗は目標を大きく下回った。
2009年12月3日には、2010年度に買収した用地を売却して会社を清算する方針が発表されたが、発表時点の用地買収は1,500haであり、当初予定していた買収面積の1年半分でしかなかった。